# Rairakhol (Staat)
Rairakhol war ein Fürstenstaat Britisch-Indiens im heutigen Bundesstaat Odisha. Seine Hauptstadt war der Ort Rampur. Das Ländchen hatte 1901 eine Fläche von 2157 km² und 27.000 Einwohner.
Die Rajas – Rathore-Rajputen – waren verwandt mit denen von Seraikella, Kharsawan und Bonai. Bis zur Zeit der Marathenkriege stand Rairakhol unter der Hoheit von Bamra. 1827–1947 war es ein eigenständiges britisches Protektorat. Es unterstand bis 1905 den Central Provinces. Wie vier weitere überwiegend oriyasprachige Fürstentümer wurde es dann Teil der Orissa Feudatory States.
Der letzte Raja schloss sich im August 1947 der Eastern States Union an. Am 1. Januar 1948 wurde diese Union aufgelöst und Rairakhol wurde Orissa (Odisha) und damit Indien eingegliedert. Am 1. November 1956 wurden alle Fürstenstaaten aufgelöst.